# Samoanska

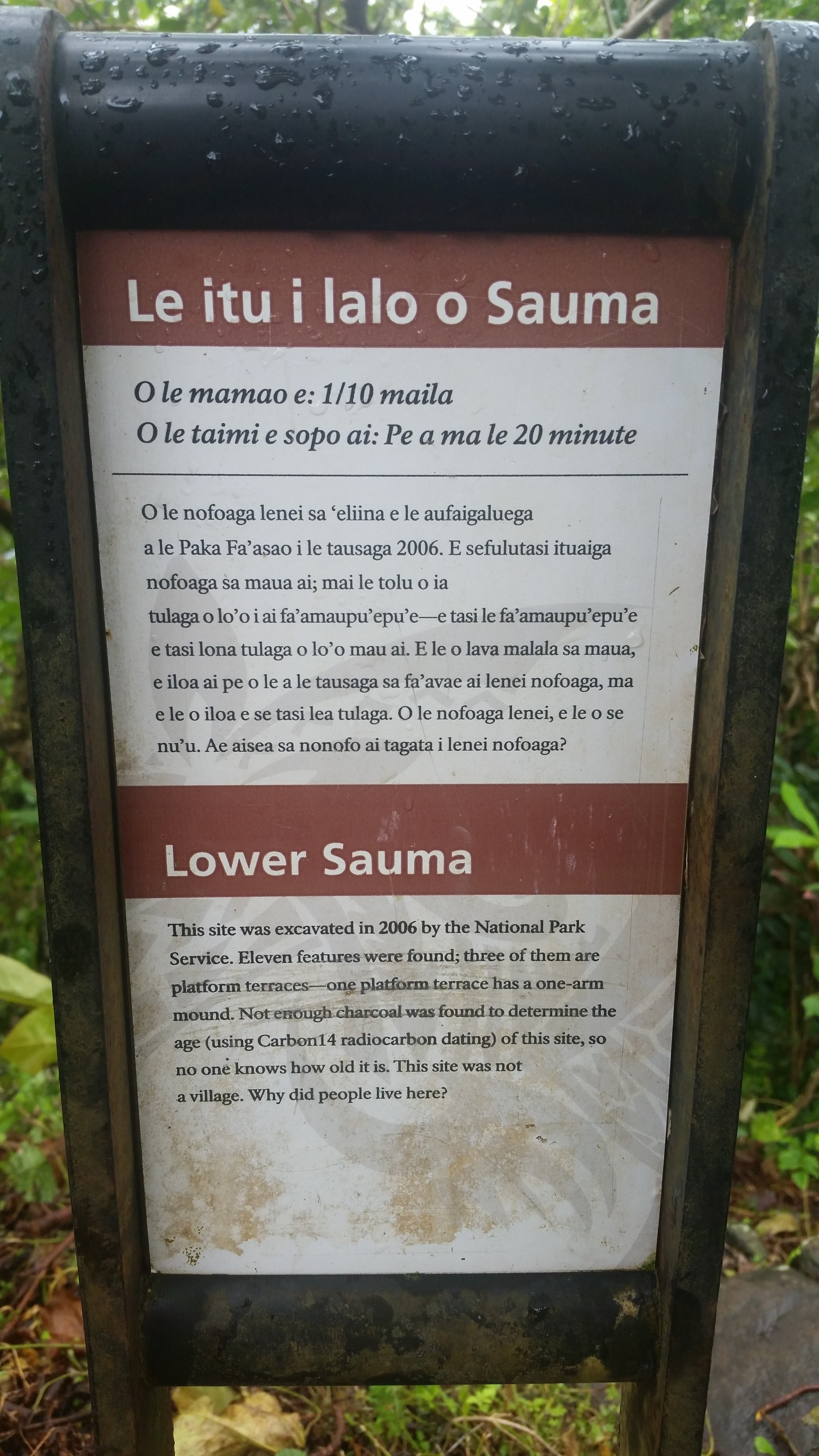
En tvåspråkig skylt på en nationalpark på Amerikanska Samoa.

Samoanska är ett austronesiskt språk som talas av totalt cirka 470 000 människor, främst i Samoa och Amerikanska Samoa. En märkbar minoritet i Nya Zeeland (ca 95 400 personer) och Australien (ca 38 500) talar också samoanska..
Samoanskans närmaste släktspråk är tokelauanska, och språket klassificeras som livskraftigt.

## Fonologi

### Vokaler
|           | Främre | Främre | Bakre | Bakre |
| --------- | ------ | ------ | ----- | ----- |
| kort      | lång   | kort   | lång  |       |
| Sluten    | ɪ      | iː     | ʊ     | uː    |
| Halvöppen | ɛ      | eː     | o     | ɔː    |
| Öppen     | a      | aː     |       |       |

Källa:

### Konsonanter
|           | Labial | Alveolar | Velar | Glottal |
| --------- | ------ | -------- | ----- | ------- |
| Nasal     | m      | n        | ŋ     |         |
| Klusil    | p      | t        | k     | ʔ       |
| Frikativ  | f \| v | s        |       | h       |
| Lateral   |        | l        |       |         |
| Tremulant |        | ɾ        |       |         |

Källa:

## Grammatik
Ordföljden är ofta VSO, men den är ganska flexibel, så även SVO, VOS och OSV är möjliga ordföljder. Subjekt och olika typer av objekt skiljs åt genom partiklar och prepositioner. Adjektiv kommer efter de substantiv de bestämmer. 
Liksom de övriga polynesiska språken, är samoanskan ett ganska analytiskt språk. Det innebär, att man tenderar att inte böja orden, utan att istället använda självständiga småord (partiklar, prepositioner, etc) för att ange grammatisk information som kasus, numerus, tempus, etc. 
Artiklar är le (bestämd, singular), se (obestämd, singular) och ni (obestämd, plural). Det finns ingen artikel för bestämd form plural, utan substantivet får då stå utan artikel. Den bestämda artikeln har ett vidare användningsområde än i till exempel svenska. Den används närhelst det är ett specifikt exemplar av något man har i åtanke.
Prepositionen i (med varianterna i, ia, ia) fungerar som en allmän lokativpreposition, och kan på ett ungefär översättas med "i" eller "på". Genom att kombinera i med andra ord kan man bilda uttryck för att anger mer specifika betydelser, som "ovanför", i närheten av", etc. 
Övriga prepositioner:
Mai - "från" (anger källa)
E - "av, med, genom" (anger instrument, och ibland även agenten i en transitiv sats)
Ma eller Mo - för, åt
Verb och adjektiv har ofta särskilda pluralformer.

## Ordlista
| Svenska         | Samoanska             |
| --------------- | --------------------- |
| Ja              | 'Ioe                  |
| Nej             | Leai                  |
| Snälla          | Fa'amolemole          |
| Tack            | Fa'afetai             |
| Det är lugnt    | 'Ua lelei             |
| stor / liten    | tele / la'itiiti      |
| snabb / långsam | tope / gese           |
| tidig / sen     | vave / tuai           |
| billig / dyr    | taugōfie / taugatā    |
| nära / avlägsen | latalata / mamao      |
| varm / kall     | vevela / mālūlū       |
| full / tom      | tumu / gaogao         |
| lätt / svårt    | faigoōfie / faigatā   |
| tung / lätt     | mamafa / māmā         |
| öppen / stängd  | tatala / tapuni       |
| rätt / fel      | sa'o / sesē           |
| gammal / ny     | tuai / fou            |
| gammal / ung    | matua / la'itiiti     |
| vacker / ful    | matagōfie / mataga    |
| bra / dålig     | lelei / leaga         |
| bättre / sämre  | feoloolo / leaga tele |